# Antični Korint
Antični Korint (/ kɔrɪnθ /; grško in starogrško Κόρινθος, Kórinthos) je bil mestna državica (polis) ob Korintski ožini, ozkem pasu zemljišča, ki povezuje Peloponez s celinsko Grčijo, kar je približno na pol poti med Atenami in Šparto. Sodobno mesto Korint je približno 5 km severovzhodno od starodavnih ruševin. Od leta 1896 opravlja sistematične arheološke raziskave "Corinth Excavations", American School of Classical Studies iz Aten. Razkrile so velike dele starodavnega mesta. Nedavna izkopavanja, ki jih je izvedlo grško ministrstvo za kulturo, so prinesla pomembna nova dejstva za osvetlitev antike.
Kristjanom je Korint znan iz dveh pisem svetega Pavla v Novi zavezi: Prvi Korintčani in Drugi Korintčani. Druga Pavzanijeva knjiga Opis Grčije je namenjena Korintu.
Antični Korint je bilo eno največjih in najpomembnejših mest v Grčiji, leta 400 pred našim štetjem je imel 90.000 prebivalcev.  Po popolnem uničenju leta 146 pred našim štetjem so Rimljani leta 44 pred našim štetjem zgradili novo mesto na istem kraju, pozneje pa ga določili za pokrajinsko glavno mesto.

## Zgodovina

### Prazgodovina in mit o nastanku
Neolitska lončenina kaže, da je bilo mesto Korint naseljeno vsaj že leta 6500 pred našim štetjem in stalno naseljeno v zgodnji bronasti dobi. Menijo, da je bilo naselje središče trgovine. Vendar pa ni keramičnih ostankov iz zgodnje heladske dobe II, le redki so keramični ostanki iz zgodnje heladske dobe III in srednje heladske dobe. Območje je bilo torej neposredno pred mikenskim obdobjem redko poseljeno. Lončarstvo izhaja iz mikenskega obdobja z območja Korinta. Tu je bilo naselje ob obali v bližini Lechaiona, ki je trgovalo po Korintskem zalivu. Mesto Korint je bilo verjetno spet naseljeno do približno 900 pred našim štetjem, ko naj bi se tam ustalili Dorci.
Po helenskem mitu je mesto ustanovil Korint, potomec boga Helija (Sonca), medtem ko ga je po drugih mitih ustanovila boginja Efira, hči Titana Okeana, od tod starodavno ime mesta (tudi Efira). Dokazano je, da je bilo mesto uničeno okoli leta 2000 pred našim štetjem.
Nekatera stara imena za mesto, kot Korinthos, izhajajo iz predgrškega pelaškega jezika (Pelazgi, praprebivalci Grčije); zdi se verjetno, da je Korint tudi mesto iz bronaste dobe mikenskih palač in mest, kot so Mikene, Tirint ali Pilos. Po mitu je bil Sizif ustanovitelj dirke starodavnih kraljev v Korintu. V Korintu je Jazon, vodja Argonavtov, zapustil Medejo. V trojanski vojni so po Iliadi Korintčani sodelovali v njej pod vodstvom Agamemnona.
V korintskem mitu iz 2. stoletja našega štetja je geograf Pavzanij  zapisal, da je bil Briarej  ali Egeon, eden od Hekatonhirijev, razsodnik pri sporu med Pozejdonom in Helijem, med morjem in soncem; njegova sodba je bila, da Korintska ožina pripada Pozejdonu, akropola Korinta, Akrokorint, pa Heliju. Tako Grki klasične dobe predstavljajo arhaični kult sonca titana v najvišjem delu mesta. 
Zgornji vodnjak Pirene je znotraj obzidja akropole. »Za vodnjak, ki je za templjem, pravijo, da je bil darilo Asopa (bog rek v Beociji) Sizifu. Slednji je vedel, tako pravi legenda, da je Zevs ranil Egino, hčer Ezopa, vendar ni hotel povedati iskalcu, dokler ni nastal izvir na Akrokorintu« (Pavzanias, 2.5.1).

### Korint pod Bakhiadiji
Korint je v 8. stoletju v Grčiji stagniral.  Bakhiadi (stara grščina: Βακχιάδαι Bakkhiadai) so bili tesno prepleten dorski klan, vladajoča sorodstvena skupina v arhaičnem Korintu v 8. in 7. stoletju pred našim štetjem, v obdobju, ko se je širila korintska kulturna moč. Leta 747 pred našim štetjem (tradicionalni datum) je aristokratska revolucija izrinila kralje Bakhiadov, ko je ta klan Bakhiadov, morda nekaj sto odraslih moških, prevzel oblast po zadnjem kralju Telestesu. Odstavili so vladarja in vladali kot skupina, ki je urejala mesto, vsako leto so izvolili pritana ((grško πρυτάνεις; sing : πρύτανις prytanis), ki je imel kraljevski položaj v svojem kratkem mandatu, svet (čeprav ni posebej dokumentiran v pičlih pisnih virih) in polemarha, poveljnika vojske.
Ko so od 747 do 650 pred našim štetjem vladali Bakhiadiji, je Korint postal enotna država. V tem času so bili zgrajeni obsežni javni objekti/spomeniki. Leta 733 pred našim štetjem je Korint ustanovil koloniji Krf in Sirakuze. 730 pred našim štetjem je bil Korint zelo napredno grško mesto z vsaj 5000 ljudmi.
Aristotel pripoveduje zgodbo o Filolaju Korintskem, Bakhiadu, ki je bil zakonodajalec v Tebah. Postal je ljubimec Diokleja Korintskega, zmagovalca olimpijskih iger. Oba sta  do konca živela v Tebah. Njuna grobova sta bila drug poleg drugega in Filolajeva grobnica je obrnjena proti korintski državi, medtem ko je Dioklejeva obrnjena proč.
Leta 657 pred našim štetjem je polemarh Kipsel dobil prerokbo iz Delfov, ki je razlagala, da bi moral zavladati mestu. Prevzel je oblast in zapustil Bakhiade.

### Korint pod tirani
Kipsel ali Kypselos (grško Κύψελος) je bil v 7. stoletju pred našim štetjem prvi tiran v Korintu. Od 658 do 628 pred našim štetjem je odstranil Bakhiadije in vladal tri desetletja. Leta 650 pred našim štetjem je zgradil templja Apolonu in Pozejdonu.
Aristotel poroča, da »se je Kipsel Korintu zaobljubil, da če bo postal poveljnik mesta, bo ponudil Zevsu celotno premoženje Korintčanov. Zato jim je zapovedal, da morajo vrniti svoje premoženje.«
V 7. stoletju pred našim štetjem, pod vladavino Kipsela (657-627 pr. n. št.) in njegovega sina Periandra, je mesto postalo kolonist novih naselij: Epidamnus (sodobni Drač, Albanija), Sirakuze, Ambrakija (današnja Lefkada), Korkyra (današnji Krf) in Anaktorium (Akcij). Periander je ustanovil Apolonijo v Iliriji (sodobni Fier, Albanija) in Potidejo (v Halkidiki). Korint je bil tudi eno izmed devetih grških sponzorskih mest, ki so ustanovili kolonijo Naukratis (Naukratijo) v starem Egiptu, zaradi vse večje trgovine med grškim svetom in faraonskim Egiptom med vladanjem faraona Psametiha I. iz 26. dinastije.
Z večjim bogastvom in bolj zapletenimi trgovinskimi odnosi in družbeno strukturo so se grške mestne države nagibale k strmoglavljenju svojih tradicionalnih dednih duhovnikov, kraljev; Korint, najbogatejši arhaični polis, je ubral to pot. Kot signori pozne srednjeveške in renesančne Italije, so tirani običajno prevzeli oblast na čelu vsesplošne podpore. Pogosto so tirani pomirili ljudstvo, da so potrdili zakone in običaje in strogo konservativne kultne prakse. Kot v renesančni Italiji je kult osebnosti nadomestil z božansko pravico nekdanje zakonite kraljeve hiše.
Kipsel, sin Eetiona in iznakažene ženske z imenom Labda, je bil član bakhiadskega sorodstva in si je prilastil moč po arhaični matriarhalni pravici svoje matere.
Po Herodotu so Bakhiadi slišali dve prerokbi iz delfskega svetišča, da bo sin Eetiona strmoglavil svojo dinastijo in načrtoval umor otroka, ki se je rodil. Vendar pa se je novorojenček nasmehnil vsakemu moškemu, poslanemu, da ga ubije, in nihče tega ni zmogel. Etiološko mit kaže za ime Kipsel (cypsele, "prsi") predstavo, kako je Labda skrila otroka na prsih in ko so prišli ljudje, da ga ubijejo, ga niso mogli najti. Kipselova slonokoščena skrinja, bogato okrašena z mitološkimi zgodbami, zlatom, je bila podarjena zaradi zaobljube pri Olimpiji, kar Pavzanij opisuje v svojem potovalnem vodniku iz 2. stoletja. 
Ko je Kipsel odrasel, je izpolnil prerokbo. Korint je bil vpleten v vojne z Argosom in Korkyro, in Korintčani so bili nezadovoljni s svojim vladarjem. Okoli 657 pred našim štetjem je bil Kipsel polemarh, arhon, odgovoren za vojsko. Uporabil je ves svoj vpliv ter z vojaštvom izgnal kralja. Prav tako je izgnal tudi druge svoje sovražnike, a jim je omogočil, da ustanovijo kolonije v severozahodni Grčiji. Povečal je tudi trgovino s kolonijami v Italiji in na Siciliji. Bil je priljubljen vladar in v primerjavi z mnogimi poznejšimi tirani ni potreboval telesnega stražarja. Umrl je naravne smrti.
Vladal je trideset let, kot tiran ga je nasledil njegov sin Periander leta 627 pred našim štetjem. V Delfih je bila zgrajena Kipselova zakladnica in je očitno stala še v času Herodota. Kipselove prsi je opazil popotnik Pavzanij pri Olimpiji v 2. stoletju našega štetja. Periander je zavladal Korkyri (Krfu) leta 600 pred našim štetjem.
Periander je veljal za enega od sedmih modrecev Grčije. Med njegovo vladavino so kovali prve korintske kovance. Prvi je poskušal prečkati ožino in zgraditi prekop med Korintskim in Saronskim zalivom. Načrt je opustil zaradi izrednih tehničnih težav, na katere je naletel, vendar je namesto tega zgradil Diolkos (kamnito prevozno pot). Obdobje Kipselov, ki se je končalo s Perianderjevim nečakom Psametihom, imenovanem po helenofilu, egiptovskem faraonu Psametihu I., je bila za Korint zlata doba.
Periander je ubil svojo ženo Meliso. Svojega sina Likoprona je izgnal na Korkyro (Krf). Periander je pozneje želel Likoprona za vladarja Korinta in ga je prepričal, da se je vrnil domov v Korint, a pod pogojem, da bo Periander odšel na Korkyro. Ko so Korintčani to  slišali, so ubili Likoprona.

### Arhaični Korint po tiranih
Leta 581 pred našim štetjem je bil ubit nečak in naslednik Perianderja, ki je končal diktaturo.
Leta 581 pred našim štetjem so vodilne družine ustanovile "Istmijske igre" (Isthmia, starogrško Ἴσθμια "ožina").
Leta 570 pred našim štetjem so prebivalci začeli uporabljati srebrnike, imenovane starter, na katerih sta bila upodobljena Pegaz s črko kopa in Atena. 
Leta 550 pred našim štetjem se je Korint povezal s Šparto.
Leta 525 pred našim štetjem je Korint oblikoval spravljivo zavezništvo s Šparto proti Argosu.
Leta 519 pred našim štetjem je Korint posredoval med Atenami in Tebami.
Okoli 500 pred našim štetjem Atenci in Korintčani so rotili Špartance, da ne bi škodili Atenam z obnovo tiranije.
Tik pred klasičnim obdobjem, po Tukididu, so Korintčani razvili triremo, ladjo, ki je postala standardna vojna ladja v Sredozemlju do pozne rimske dobe. Korint se je boril na prvi zapisani pomorski bitki proti helenskemu mestu Korkyra. Korintčani so bili znani tudi po bogastvu zaradi svoje strateške lege na ožini, skozi katero je moral ves kopenski promet na Peloponez, vključno kurirji in trgovci.

### Klasični Korint
V klasični dobi je Korint tekmoval z Atenami in Tebami v bogastvu, ki je temeljilo na prometu in trgovini skozi ožino. Do sredine 6. stoletja je bil Korint glavni izvoznik črnoslikane lončenine v mestne državice po vsem grškem svetu, nato pa so začeli izgubljati trg zaradi atenskih obrtnikov.
V klasični dobi in prej so imeli v Korintu tempelj Afrodite, boginje ljubezni, ki je zaposloval nekaj tisoč hetairas (starogrško ἑταίρα) - tempeljska prostitutka ali hetera). Mesto je bilo znano po teh tempeljskih prostitutkah, ki so služile premožnim trgovcem in uradnikom, ki so obiskovali mesto. Lais, najbolj znana hetera, naj bi za svoje izredne storitve zaračunavala ogromne vsote. Sklicujoč se na pretirane luksuzne predmete, je Horac rekel:. non licet omnibus adire Corinthum ('Ni vsakdo sposoben iti v Korint').
Korint je bil tudi gostitelj Istmijskih iger. V tem času so Korintčani razvili korintski slog, tretji glavni slog klasične arhitekture po dorskem in jonskem. Korintski slog ali red je bil najbolj zapleten od vseh treh. Prikazuje bogastvo tega mesta in razkošen način življenja, medtem ko dorski kaže strogo preprostost Špartancev, jonski pa usklajeno ravnotežje med tema dvema po svetovljanski filozofiji Joncev kot Atencev.
Mesto je imelo dve glavni pristanišči: na zahodu v korintskem zalivu je ležal Lechaion, ki je bil priključen mestu s svojimi zahodnimi kolonijami (grško apoikoiai) in Magna Graecia, medtem ko je bilo na vzhodu v Saronskem zalivu pristanišče Kenchreai za ladje, ki so prihajale iz Aten, Jonije, Cipra in Levanta. Pristanišči sta imeli doke za veliko mestno mornarico.
Leta 491 pred našim štetjem je Korint posredoval med Sirakuzami in Galo.
V letih 481 - 480 pred našim štetjem je konferenca Korintska ožina (sledeč konferenci Šparte) ustanovila Helensko ligo kot zavezništvo s Špartanci za boj proti Perzijcem. Mesto je bilo glavni udeleženec v perzijskih vojnah, poslali so 400 vojakov, da branijo Termopile in dobavili štirideset vojnih ladij za bitko pri Salamini pod Adeimantom in 5000 hoplitov s svojimi značilnimi korintski čeladami v naslednji bitki pri Platajah. Grki so dosegli predajo tebanskih kolaborantov s Perzijci. Pavzanij govori o Korintu kot sejalcu smrti.
Po bitki pri Termopilah in posledično bitki pri Artemisiumu, kar je povzročilo padec Euboe, Beocije in Atike, je bila posledica grško-perzijskih vojn, da je bila večina celinske Grčije severno od Korintske ožine zasedena.
Herodot, ki je verjel Korintčanom, navaja, da so bili najboljši borci za Atenci.
Leta 458 pred našim štetjem so Korint premagali Atenci pri Megari.

#### Peloponeška vojna
Leta 435 pred našim štetjem sta Korint in njegova kolonija Korkyra (danes Krf) šla v vojno nad Epidamnus. Leta 433 pred našim štetjem so se Atene povezale s Korkyro proti Korintu. Korintska vojna proti Korkyrcem je bila največja pomorska bitka med grškimi mestnimi državami do takrat.  Leta 431 pred našim štetjem je bil eden od vzrokov, ki so vodili do peloponeške vojne, spor med Korintom in Atenami prek Korkyre, ki je verjetno izhajal iz tradicionalne trgovinske tekmovalnosti med mestoma.
Trije sirakuški generali so šli v Korint iskat zaveznike proti atenski invaziji. Korintčani so »glasovali enotno za pomoč [Sirakuzam] s srcem in dušo«. Poslali so tudi skupino v Lacedaemon, da prosi Špartance za pomoč. Po prepričljivem govoru atenskega odpadnika Alkibiadesa so se Špartanci dogovorili za pošiljanje vojakov za pomoč Sicilijancem.
Leta 404 pred našim štetjem je Šparta zavrnila uničenje Aten, jezni so bili na Korintčane. Korintu so se pridružili Argos, Beocija in Atene proti Šparti v korintski vojni. 
Demosten je pozneje uporabil to zgodovino v zagovor za velikodušno državništvo in ugotovil, da so imeli Atenci v preteklosti dober razlog, da so sovražili Korintčane in Tebance zaradi njihovega ravnanja med peloponeško vojno, vendar niso bili jezni na kar koli.

#### Korintska vojna
Leta 395 pred našim štetjem sta Korint in Tebe po koncu peloponeške vojne, nezadovoljna s hegemonijo svojih špartanskih zaveznikov, podprla Atene proti Šparti v korintski vojni.
Kot primer za soočenje nevarnosti z znanjem, je Aristotel uporabil za zgled Argive, ki so bili prisiljeni spopasti se s Špartanci v bitki pri Dolgem obzidju Korinta leta 392 pred našim štetjem.

#### 379–323 pr. n. št.
Leta 379 pred našim štetjem se je Korint ponovno priključil Peloponeški ligi, se pridružil Šparti, da bi porazili Tebe in prevzeli Atene.
Leta 366 pred našim štetjem je atenska skupščina naložila vojskovodji Harezu, da zasede atenske zaveznike in namesti demokratično vlado. To ni uspelo, saj so se Korint, Flij in Epidaver povezali z Beocijo.
Demosten pripoveduje, kako so se v Atenah borili Špartanci v veliki bitki pri Korintu. Mesto je odločilo, da ne bo pristanišče poraženih atenskih vojakov, temveč so poslali sle k Špartancem. Toda korintski glasniki so odprli vrata poraženim Atencem in jih rešili.
Ti spori so še dodatno oslabili mestne države na Peloponezu in pripravili podlago za osvajanje Filipa II. Makedonskega.
Demosten je opozoril, da je Filipova vojaška sila presegla Atene in zato morajo razviti taktično prednost. Opozoril je na pomen vojske državljanov in ne le plačane sile z navedbo plačancev iz Korinta, ki so se borili skupaj z državljani in premagali Špartance.
Leta 338 pred našim štetjem, potem ko je premagal Atene in njene zaveznike, je Filip II. ustanovil Korintsko ligo, združil Grke, vključno Korint, v vojni proti Perziji. Filip je bil imenovan za hegemona lige.
Spomladi leta 337 pred našim štetjem so na drugem kongresu v Korintu ustanovili »skupino miru«.

### Helenistično obdobje
Od leta 332 pred našim štetjem je Aleksander Veliki nadzoroval Grčijo kot hegemon.
V helenističnem obdobju Korint tako kot mnoga druga grška mesta nikoli ni bil povsem samostojen. Pod nasledniki Aleksandra Velikega je bila Grčija sporna in Korint je bil občasno bojišče za tekmovanja med Antigonidi s sedežem v Makedoniji in drugimi helenističnimi mogotci. Leta 308 pred našim štetjem so mesto zajeli Antigonidi pod Ptolemajem I., ki je trdil, da prihaja kot osvoboditelj Grčije iz Antigonidov. Mesto je ponovno zavzel Demeter leta 304 pred našim štetjem.
Korint je ostal pod nadzorom Antigonidov pol stoletja. Po 280 pred našim štetjem je vladal zvesti guverner Kraterus, vendar se je 253/52 njegov sin Aleksander Korintski s Ptolemajevo pomočjo odločil, da bo izzval makedonsko nadvlado in dosegel neodvisnost kot tiran. Verjetno je bil leta 247 pred našim štetjem zastrupljen in po njegovi smrti je makedonski kralj Antigon II. Gonata v zimi 245/44 pr. n. št. znova zavzel mesto.
Makedonska vladavina je bila kratkotrajna. Leta 243 pred našim štetjem je državnik Arat iz Sikiona nenadno napadel, zavzel trdnjavo Akrokorint in prepričal državljane, da se pridružijo Ahajski zvezi.
Zahvaljujoč sporazumu zavezništva z Aratom so se leta 224 pred našim štetjem Makedonci spet vrnili v Korint, a je po rimskem posegu leta 197 pred našim štetjem mesto trajno prešlo v Ahajsko zvezo. Pod vodstvom Filopemena so Ahajci prevzeli nadzor nad celotnim Peloponezom, Korint pa postal prestolnica njihove konfederacije.

### Rimsko obdobje
Leta 146 pred našim štetjem je Rim napovedal vojno Ahajski zvezi in po zmagah v poletnih mesecih tega leta so Rimljani pod vodstvom Luciusa Mummiusa oblegali in zajeli Korint. Ko je vstopil v mesto, je dal vse moške pobiti in prodal ženske in otroke v suženjstvo, preden je požgal mesto, za katero je dobil naslov cognomen Achaicus kot osvajalec Ahajske zveze. Medtem ko je bilo po arheoloških dokazih to območje v letih za tem slabo naseljeno, je Korint glavnem ostal zapuščen, dokler Julij Cezar leta 44 pred našim štetjem ni ponovno ustanovil mesta kot Colonia Laus Iulia Corinthiensis (kolonijo Korint v čast Julija) tik pred njegovim umorom.
Pod Rimljani je bil Korint obnovljen kot glavno mesto v južni Grčiji ali Ahaji. Imel je veliko mešano prebivalstvo Rimljanov, Grkov in Judov.

#### Biblični Korint
Korint je večkrat omenjen v Novi zavezi, predvsem v povezavi s poslanstvom Svetega Pavla - priča o uspehu Cezarjevega obnovljenega mesta. Korintska cerkev je verjela, da ga je ustanovil Pavel, zaradi česar je postavila apostolski sedež.
Ko je apostol Pavel prvič obiskal mesto (leta 51 ali 52), je bil Junij Anej Galion, brat Seneke, prokonzul  Ahaje. Pavel je tukaj prebival osemnajst mesecev. Najprej se je seznanil s Priscilom in Akvilom, s katerima je pozneje potoval. Skupaj so delali kot izdelovalci šotorov in redno obiskovali sinagogo. Sila in Timotej sta se tu pridružila Pavlu, nazadnje sta ga videla v Berei (sodobna Veria v severni Grčiji) (Apd 18,5). Apd 18,6 namiguje na judovsko zavrnitev pridige, ki jo je vodil Pavel in je sklenil, da ne bo več pridigal v sinagogah v krajih, v katerih je potoval. Ob svojem prihodu v Efez (Apd 18:19) pa je po zapisu Pavel pridigal v sinagogi.
Pavel je zapisal vsaj dve poslanici krščanski skupnosti, prvo Korintčanom (iz Efeza) in drugo Korintčanom (iz Makedonije). Prva poslanica izraža nasprotje med uspešnostjo krščanske cerkve in okoliško skupnostjo.
Nekateri strokovnjaki menijo, da je Pavel vmes obiskal Korint. Po pisanju v drugi poslanici je ostal v Korintu približno tri mesece [Apd 20: 3]. V poznem zimskem času je tam napisal poslanico Rimljanom.
Na podlagi korintskih pisem nekateri znanstveniki sklepajo, da je Pavel napisal morda kar štiri pisma cerkvi v Korintu. Le dve izmed njih, prvo in drugo, sta vsebovani v kanonu Svetega pisma. Drugi dve (verjetno zelo zgodnje in tretje) sta izgubljeni. Mnogi znanstveniki mislijo, da je tretje (znano kot "pismo solz") vključeno v kanonično drugo pismo Korintčanom (to bi bilo poglavje 10-13); tega pisma ne smemo zamenjevati s tako imenovanim tretjim pismom Korintčanom, ki je psevdoepigrafsko pismo, napisano mnogo let po Pavlovi smrti.

### Bizantinsko obdobje
Mesto je bilo zelo uničeno v potresih v letih 365 in 375, sledijo invazije Alarika, vizigotskega kralja, leta 396. Mesto je bilo obnovljeno po teh nesrečah v monumentalni obliki, vendar je zajemalo veliko manjšo površino kot prej. V mestu so bile štiri cerkve, še ena na trdnjavi za Akrokorintom in monumentalna bazilika v pristanišču Lechaion.
V času vladavine cesarja Justinijana I. (527-565) je bil zgrajen velik kamnit zid od Saronskega do Korintskega zaliva, ki je ščitil mesto in polotok Peloponez pred vpadi barbarov s severa. Kamniti zid je bil približno 10 km dolg in imenovan Hexamilion ('šest milj').
Korint je nazadoval od 6. stoletja dalje in je lahko celo padel pod barbari v začetku 7. stoletja. Glavno naselje so preselili iz spodnjega mesta na Akrokorint. Kljub temu je postal glavno mesto Theme Hellas (thema = bizantinsko okrožje), po približno 800 Theme Peloponez, in do 9. stoletja je mesto začelo okrevati ter doseglo višek v 11. in 12. stoletju, ko je bilo mesto cvetoča industrija svile.
Novembra 856 je v potresu v Korintu umrlo 45.000 ljudi.
Bogastvo mesta je pritegnilo pozornost Normanov s Sicilije pod Rogerijem II. Sicilskim, ki so ga oropali leta 1147, odpeljali veliko ujetnikov, predvsem tkalcev svile. Mesto si po normanskem napadu ni nikoli popolnoma opomoglo.

### Ahajska kneževina
Po napadu Konstantinopla v četrti križarski vojni je skupina križarjev pod francoskima vitezoma Viljemom I. iz Champlitta in Geoffreyjem I. iz Villehardouina zasedla Peloponez. Korintčani so se upirali frankovski osvojitvi iz svojega oporišča v Akrokorintu pod poveljstvom Lea Sgourosa od 1205 do 1210. Leta 1208 je Leo Sgouros naredil samomor na vrhu Akrokorinta, toda odpor se je nadaljeval še dve leti. Leta 1210 je trdnjava padla pod križarji in Korint je postal polnopraven del  Ahajske kneževine, ki jo je vodil guverner Geoffrey Villehardouins iz svojega glavnega mesta Andravida v Elisu. Korint je bil zadnje pomembnejše mesto Ahaje na severni meji z drugo križarsko državo, Atensko vojvodino. Turki so zajeli mesto leta 1395. Bizantinci Morejskega despotstva so ga ponovno osvojili leta 1403 in despot Teodor II. Palaiologos je leta 1415 obnovil obzidje Hexamilion.

### Osmanska oblast
Leta 1458, pet let po zadnjem padcu Konstantinopla, so Turki iz Osmanskega cesarstva osvojili mesto in mogočen grad. Turki so ga preimenovali v Gördes in naredili center sandžaka (okraj) znotraj Rumelia Eyalet. Benečani so zavzeli mesto leta 1687 med morejsko vojno. Pod beneško oblastjo je ostalo, dokler ga Turki znova niso zavzeli leta 1715, ko je bil Korint glavno mesto Mora Eyalet od 1715-1731 in nato še enkrat center sandžaka do leta 1821.

### Osvoboditev
Med grško vojno za neodvisnost je med letoma 1821 in 1830 mesto uničila turška vojska. Mesto je bilo uradno osvobojeno leta 1832 po  Pogodbi iz Londona. Leta 1833 je bilo mesto med kandidati za novo glavno mesto pred kratkim ustanovljene Kraljevine Grčije zaradi svojega zgodovinskega pomena in strateškega položaja. Nauplion je bil izbran najprej, nato Atene.

## Sodobni Korint
Leta 1858 je bila vas obdana z ruševinami antičnega Korinta, ki ga je popolnoma uničil potres. Ustanovljen je bil nov Korint 3 km severovzhodno od starodavnega mesta.

## Antično mesto in njegova okolica

### Akrokorint, akropola
Akrokorintis, akropola Antičnega Korinta, je monolitna skala, ki je bila stalno naseljena od arhaičnih časov do zgodnjega 19. stoletja. Arhaična mestna akropola je zlahka branila položaj zaradi svoje geomorfologije. Dodatno je bila močno utrjena med bizantinskim cesarstvom, saj je postala sedež strategos v Thema Hellas. Po četrti križarski vojni je bila trdnjava Frankov, Benečanov in Turkov. S svojo varno oskrbo z vodo je bila trdnjava Akrokorint uporabljena kot zadnja obrambna linija v južni Grčiji, ker je nadzirala Korintsko ožino in odbijala sovražnike od vstopa na Peloponez. Tri vzporedna obzidja so oblikovala umetno obrambo hriba. Na najvišjem vrhu je stal Afroditin tempelj, ki je bil v krščanstvu cerkev, nato pa je postal mošeja. Ameriška šola je začela izkopavanja leta 1929. Zdaj je trdnjava ena najpomembnejših srednjeveških grajskih stavb v Grčiji.

### Pristanišči Lechaeum in Cenchreae
Korint je imel dve pristanišči: Lechaeum v Korintskem zalivu in Cenchreae v Saronskem zalivu. Lechaeum je bilo glavno pristanišče, povezano z mestom z zidovi, dolgimi približno 3,2 km, bilo glavna trgovska postaja za Italijo in Sicilijo, kjer je bilo veliko korintskih kolonij, medtem ko so pristanišče Cenchreae uporabljali za poslovanje z vzhodnim Sredozemljem. Ladje so lahko prevažali med pristaniščema s pomočjo diolkosa, ki ga je zgradil tiran Periander.

## Pomembni ljudje

### Antični
- Arhij Korintski (8. st. pr. n. št.), ustanovitelj Sirakuz,
- Dinarh (4. st. pr. n. št.), govornik in logograf,
- Diogen iz Sinope, 4. st. pr. n. št., eden od najboljših antičnih grški filozofov in eden začetnikov kinizma,
- Evmel iz Korinta (8. st. pr. n. št.), pesnik,
- Evfranor (4. st. pr. n. št.), kipar in slikar,
- Periander (7. st. pr. n. št.), eden od sedmih grških modrecev,
- Xeniades (5. st. pr. n. št.), filozof,
- Sveti Pavel (1. st.), evangelist.

### Srednjeveški
- Viljem Moerbeški (13. st.), prvi prevajalec Aristotelovih del v latinščino.